# Michael Pröpper
Michael „Pröppi“ Pröpper (* 30. Januar 1960 in Dorsten) ist ein ehemaliger deutscher Fußballspieler.

## Karriere
Seine erfolgreichste Zeit hatte er 1984 bis 1988 im Trikot von Rot-Weiss Essen. In den ersten beiden Saisons erzielte er in der Amateur-Oberliga Nordrhein in 53 Spielen 40 Tore und war 1985/86 als Torschützenkönig maßgeblich am Wiederaufstieg in die 2. Fußball-Bundesliga beteiligt. Im Aufstiegsjahr wurde er von der Presse zum besten Spieler der Oberliga Nordrhein gewählt.
In den Jahren 1986 bis 1988 spielte er etwas zurückgezogen im Mittelfeld, so dass seine Bilanz in der 2. Liga auf 64 Spiele und sechs Tore lautete. Weitere Vereine Pröppers waren die SpVgg Erkenschwick und BVL 08 Remscheid.
„Pröppi“ stammt aus einer bekannten Dorstener Fußballerfamilie. Sein Onkel ist der bekannte Wuppertaler Spieler Günter Pröpper. Auch sein Cousin Carsten Pröpper und sein Bruder Thomas Pröpper waren Profifußballer.
Sein letztes Pflichtspiel bestritt er am 1. Juni 2008 in der Kreisliga B West für den SuS Hervest-Dorsten, bei dem er auch einige Zeit als Spielertrainer tätig war. Auch wenn ihm in seinem letzten Spiel ein Torerfolg verwehrt blieb, setzte er sich mit 48 Jahren noch einmal die Torjägerkrone Dorstens auf. Trotz einiger verletzungsbedingten Ausfälle konnte er 31 Saisontreffer erzielen. Mittlerweile spielt Michael Pröpper wieder beim SuS Hervest-Dorsten in der 1. Mannschaft in der Kreisliga A.